# 모리야마역 (아이치현)
모리야마역(일본어: 守山駅, もりやまえき)은 일본 아이치현 나고야시 모리야마구에 소재하는 나고야 가이드웨이 버스의 역이다. 역 번호는 Y04이다.

## 역 구조
상대식 승강장 2면 2선의 고가역이다.
역사 2층에 화장실이 설치되어 있다.

### 승강장
| ■ 시다미 선 | 하행 | 오바타료쿠치・나카시다미 방면 |
| ■ 시다미 선 | 상행 | 오조네 방면                   |

## 역 주변
- 메이테쓰 세토선 모리야마지에이타이마에 역
- 육상자위대 모리야마 주둔지 - 제10사단 사령부 등이 소재
- 모리야마 도서관
- 나고야 시 모리야마 평생 학습 센터
- JA나고야 모리야마 지점
- 세토 신용 금고 모리야마 지점
- 세토 가도(아이치 현도 61호 나고야세토 선)
- 아이치 현도 30호 세키타나고야 선

또한, JR 도카이의 신모리야마역은 옆의 가나야역과 가깝다.

## 역사
- 2001년 3월 23일 : 개업.

## 인접역
| 나고야 가이드웨이 버스 ■ 가이드웨이 버스 시다미 선 | 나고야 가이드웨이 버스 ■ 가이드웨이 버스 시다미 선 | 나고야 가이드웨이 버스 ■ 가이드웨이 버스 시다미 선 |
| -------------------------------------------------- | -------------------------------------------------- | -------------------------------------------------- |
| Y03 스나다바시 오조네 방면                         |                                                    | 가나야 Y05 오바타료쿠치 방면                       |